# Charlotte Cholevová
Charlotte Cholevová (født. 29. juli 2002) er en kvindelig tjekkisk håndboldspiller, der spiller for rumænske SCM Râmnicu Vâlcea og Tjekkiets kvindehåndboldlandshold.
Cholevová spillede for den tjekkiske topklub DHK Baník Most fra 2020 til 2023. Med Most blev hun tjekkisk mester i 2021 og 2022 og vandt også den tjekkiske pokalturnering i 2022 og 2023. I sæsonen 2022/23 spillede hun også med klubben i EHF Champions League, hvor hun scorede i alt 77 mål. Hun sluttede dermed som den 8. mest scorende spiller i CL-sæsonen. I 2023 flyttede hun til Frankrig, for at spille for Brest Bretagne Handball.
Hun deltog under U/19 EM i 2021 med det tjekkiske juniorlandshold, hvor de sluttede som nummer 10. Året efter, blev hun også topscorer med 62 mål ved Junior-VM i håndbold 2022 i Slovenien, hvor det tjekkiske sluttede på en 10. plads. Hun fik sin debut for A-landsholdet den 25. november 2021 mod Schweiz, og blev efterfølgende udtaget til VM i håndbold 2021 i Spanien.